# Carlos Sousa
Carlos Sousa, né le 16 janvier 1966 à Almada (Portugal), est un pilote portugais de rallye raid.

## Biographie
Carlos Sousa débute au volant d'un véhicule UMM en 1989, et reste durant de nombreuses années pilote privé puis officiel pour Mitsubishi Motors du Portugal, sur modèles Pajero puis local Strakar, passant en 2003 chez Nissan et obtenant alors ses plus beaux succès internationaux.
Il compte plusieurs participations au Paris-Dakar, dont il se classe 4e en 2003.
En 2000 lors du Paris-Dakar-Le Caire, lui et son copilote João Luz sont victimes d'un accident extrêmement grave au cours de la 13e étape.
En 2006 il devient pilote officiel Volkswagen sur un Volkswagen Touareg.
En 2008 il termine encore 5e du rallye-raid d'Europe centrale, et à partir de l'année suivante il court sporadiquement sur Mitsubishi Racer Lancer.

## Palmarès

### Titres
- 1995 : Champion national absolu de Tout-terrain du Portugal
- 1996 : Champion national du groupe T1 de Tout-terrain du Portugal
- 1998 : Champion national de Tout-terrain du Portugal
- 1999 : Champion national absolu de Tout-terrain du Portugal
- 2001 : Champion national absolu de Tout-terrain du Portugal
- 2001 : Vainqueur du Trophée Ibérique
- 2003 : Vainqueur de la Coupe du monde des rallyes tout-terrain (Champion du monde de tout-terrain cross-country) et de la coupe FIA Cross-Country "Baja", avec le français Henri Magne (4e et dernier titre mondial de son côté) sur Mitsubishi
  - Vice-champion national absolu de Tout-terrain du Portugal en 1996
  - 3e du championnat national absolu de Tout-terrain portugais en 1993

### Victoires en rallye-raid
- Baja Portugal 1000 (6 - devenu le Rallye Transibérique en 2005 ): 1999, 2001, 2002, 2003 et 2004 (le tout sur Mitsubishi)
- Baja Grèce : 2003
- Baja Italie : 2003 et 2004
- Rallye-raid du Maroc : 2003 et 2004
- Rallye-raid d'orient Cappadoce : 2003
- Rallye-raid argentin de la Pampa : 2003
- Baja España-Aragón : 2004
- Rallye-raid de Porto Alegre : 2004

### Résultats au Paris-Dakar
15 participations - vainqueur d'étape en 2000, 2007 et en 2014
| Édition | Copilote            | Véhicule                | Classement         |
| ------- | ------------------- | ----------------------- | ------------------ |
| 1996    | Pascal Laroque      | Mitsubishi Pajero       | 12e                |
| 1997    | Philippe Rey        | Mitsubishi Pajero       | 10e                |
| 1998    | Philippe Rey        | Mitsubishi Pajero       | 17e                |
| 1999    | Willy Alcaraz       | Mitsubishi Pajero       | 18e                |
| 2000    | Joao Manuel Luz     | Mitsubishi Pajero       | Abandon (accident) |
| 2001    | Jean-Michel Polato  | Mitsubishi Pajero       | 5e                 |
| 2002    | Victor Jesus        | Mitsubishi Pajero       | 5e                 |
| 2003    | Henri Magne         | Mitsubishi Pajero       | 4e                 |
| 2005    | Thierry Delli-Zotti | Nissan                  | 7e                 |
| 2006    | Jean-Marie Lurquin  | Volkswagen Touareg      | 7e                 |
| 2007    | Andreas Schulz      | Volkswagen Touareg      | 7e                 |
| 2010    | Matthieu Baumel     | Mitubishi Racing Lancer | 6e                 |
| 2012    | Jean-Pierre Garcin  | Great Wall Haval Suv    | 7e                 |
| 2013    | Miguel Ramalho      | Team Great Wall         | 6e                 |
| 2014    | Miguel Ramalho      | Haval                   | Abandon            |
| 2015    | Paulo Fiúza         | Mitsubishi              | 8e                 |
| 2016    | Paulo Fiúza         | Mitsubishi              | Abandon            |
| 2018    | Pascal Maimon       | Renault Duster          | ???                |